# Camagüey (prowincja)
Camagüey – największa spośród czternastu kubańskich prowincji. Jej stolicą jest Camagüey.
Teren prowincji jest równinny i położony na niewielkiej wysokości ponad poziomem morza. Głównymi gałęziami gospodarki jest hodowla bydła i uprawa trzciny cukrowej. Hoduje się również drób i uprawia ryż oraz cytrusy.
Prowincja dzieli się na trzynaście gmin:
1. Camagüey
2. Carlos Manuel de Céspedes
3. Esmeralda
4. Florida
5. Guáimaro
6. Jimaguayú
7. Minas
8. Najasa
9. Nuevitas
10. Santa Cruz del Sur
11. Sibanicú
12. Sierra de Cubitas
13. Vertientes